# 亨根弗利斯河
50°55′45″N 6°18′15″E / 50.929034°N 6.304303°E
亨根弗利斯河（德語：Hoengener Fließ），是德國的河流，位於該國西部，處於北萊茵-威斯特法倫州，屬於梅爾茨巴赫河的支流，河道全長10.7公里，流域面積15平方公里。